# Václav Kučera (poslanec Českého zemského sněmu)
Václav Kučera (11. prosince 1835 Střednice – 20. ledna 1912 Střednice) byl rakouský politik české národnosti z Čech, poslanec Českého zemského sněmu.

## Biografie
Působil jako statkář ve Střednici u Mělníka. Po studicích převzal po otci usedlost ve Střednici a proměnil ji na vzorové hospodářství. Od roku 1865 do roku 1897 byl členem okresního výboru. Od roku 1873 do roku 1884 a znovu v letech 1886–1897 působil jako okresní starosta. Od roku 1877 byl členem okresní školní rady v Mělníku. Z veřejného života se stáhl ze zdravotních důvodů.
V 80. letech se zapojil i do vysoké politiky. V doplňovacích zemských volbách v listopadu 1886 byl zvolen na Český zemský sněm, kde zastupoval kurii venkovských obcí, obvod Mělník, Roudnice. Nahradil poslance Josefa Pražáka. Patřil k staročeské straně. Ve volbách roku 1886 porazil mladočeského kandidáta Ervína Špindlera.
Zemřel v lednu 1912 ve věku 76 let. Pohřben měl být na evangelickém hřbitově ve Vysoké.